# 노아 댄비
노아 댄비(Noah Danby, 1974년 4월 24일 ~ )는 캐나다의 배우, 영화배우, 모델, 텔레비전 배우이다.
궬프에서 태어났다.

## 방송
- 네버다이 제인 (Painkiller Jane)

## 영화
- 스컬스 (2000년) - Hugh Mauberson 역
- 엑시트 운즈 (2001년) - 테러리스트 지도자 역
- 턱시도 (2002년) - 바이크 매신저 역
- 페인킬러 제인 (2007년) - 코너 킹 역
- 넘 (2007년)
- 더르퍼 (2009년)
- 리딕 (2013년) - 누네즈 역